# 米洛拉德·B·普羅蒂奇
| 1517 Beograd     | 1938年3月20日  |
| 1550 Tito        | 1937年11月29日 |
| 1554 Yugoslavia  | 1940年9月6日   |
| 1564 Srbija      | 1936年10月15日 |
| 1675 Simonida    | 1938年3月20日  |
| 2244 Tesla       | 1952年10月22日 |
| 2348 Michkovitch | 1939年1月10日  |

米洛拉德·B·普羅蒂奇（羅馬化：Milorad B. Protić，1911年9月19日—2001年10月29日）是一名塞爾維亞天文學家，彗星和小行星的發現者，曾三次擔任貝爾格萊德天文台台長。

## 生平
普羅蒂奇於1921年完成中學技術課程，並擔任技術繪圖員至1931年。他於1932年加入貝爾格萊德天文台，並於1936年開始觀測小行星、彗星和衛星，這些觀測一直持續至今。
小行星中心認定普羅蒂奇在1936年至1952年間發現了7顆有編號的小行星，包括以中世紀塞爾維亞國王斯特凡·烏羅什二世的妻子西莫妮達女王命名的小行星1675，以及以塞爾維亞科學與藝術學院院士兼貝爾格萊德天文台台長沃伊斯拉夫·米什科維奇（Vojislav Mišković）命名的小行星2348。普羅蒂奇還獨立發現了C/1947 Y1彗星。
普羅蒂奇於2001年10月29日在貝爾格萊德逝世。小行星22278是由亨利·德波鴻諾於1983年在ESO的智利拉西亞天文台發現的，為了紀念他而命名。命名引文于2001年12月30日公布（M.P.C. 44186）。
此外，小行星1724是以普羅蒂奇的孫子弗拉基米爾·貝尼塞克（Vladimir Benišek）命名，而小行星5397則是以普羅蒂奇的女兒沃伊斯拉娃·普羅蒂奇-貝尼塞克（Vojislava Protić-Benišek）命名，沃伊斯拉娃自1972年起就是天文台的工作人員，她與兒子一起延續父親在天體力學和小行星方面的工作。

## 外部連結
- OBITUARY MILORAD B. PROTI´C
- Kosmička Srbija između Marsa i Jupitera at naslovi.net